# Westport (Waszyngton)
Westport – portowe miasto w Stanach Zjednoczonych, w stanie Waszyngton, w hrabstwie Grays Harbor.